# Hastings (Nuova Zelanda)
Hastings, in māori Heretaunga, è una città di circa 62 000 abitanti (59.142 nel censimento 2001) della Nuova Zelanda, posta sulla costa orientale dell'Isola del Nord.
Si trova nella baia di Hawke scoperta nel 1769 dal capitano Cook e dista circa 10 km da Napier, cittadina alla quale viene spesso associata proprio per via di questa vicinanza e con la quale forma le cosiddette twin cities, le "cittadine gemelle".
Hastings rimase semidistrutta nel terribile terremoto che colpì la baia di Hawke il 3 febbraio 1931. Vi morirono 93 persone mentre il bilancio fu ancora più pesante per la gemella Napier.
Hastings è un notevole centro d'attrattiva del paese, in virtù del parco divertimenti Fantasyland "Splash Planet", di ovvia ispirazione disneyana.
La città offre ben poco altro come centri d'interessi, e trae le sue ricchezze dalle immense coltivazioni di frutta (albicocche, ciliegie, pesche, pesche noci, prugne, mele, pere), tra i quali l'immancabile kiwi. Queste coltivazioni sono rese possibili grazie alla grande fertilità del terreno, la mitezza del clima e le ricche falde acquifere sotterranee.
Di medio interesse, a livello culturale, è il gigantesco dipinto parietale dell'artista Peter McIntyre, presente nella locale biblioteca civica.